# Miracle (Səmra Rəhimli)
Miracle (Miracolo) è il singolo di debutto della cantante azera Səmra Rəhimli, presentato il 13 marzo 2016 e messo in commercio il giorno successivo su etichetta discografica CAP-Sounds. Il brano è stato scritto e prodotto dagli svedesi Amir Aly, Jakob "Jakke" Erixson ed Henrik Wikström.
Il 10 marzo 2016 è stato annunciato che il brano avrebbe rappresentato l'Azerbaigian all'Eurovision Song Contest 2016. Səmra, così come il brano, è stata scelta dal canale televisivo azero İctimai Televiziya və Radio Yayımları Şirkəti in seguito alle valutazioni di oltre 100 esperti dell'industria della musica e in base a sondaggi che hanno visto la partecipazione di fan dell'Eurovision provenienti da 35 nazioni europee. Səmra ha cantato per quattordicesima nella prima semifinale, che si è tenuta il 10 maggio a Stoccolma, e si è qualificata per la finale del 14 maggio, dove ha cantato per quarta su 26 partecipanti.
Nella semifinale Miracle si è piazzata sesta su 18 partecipanti con 185 punti, di cui 93 dal televoto, in cui è arrivata settima, e 92 dalle giurie, per le quali è risultata la sesta più votata. Nella finale Səmra è arrivata diciassettesima su 26 concorrenti, totalizzando 117 punti. Di questi, 73 sono provenuti dal televoto, nel quale si è piazzata dodicesima, e altri 44 dal voto della giuria, nel quale è finita diciannovesima.

## Tracce
Download digitale
1. Miracle – 3:02